# فيكي هاينز
فيكي هاينز (بالإنجليزية: Vicky Hynes)‏ هي لاعبة الاسكواش بريطانية، ولدت في 30 مارس 1981 في إبسوتش في المملكة المتحدة.

## وصلات خارجية
- فيكي هاينز على موقع SquashInfo.com (الإنجليزية)